# District du Sassandra-Marahoué
Le Sassandra-Marahoué est un district de Côte d'Ivoire, en Afrique de l'ouest, qui a pour chef-lieu la ville de Daloa. En 2021, sa population est de 2 720 876 habitants.
Ce district s'étend au centre-ouest du pays et comprend les régions du Haut-Sassandra (à l'ouest) et de Marahoué (à l'est) .
Ce district fut créé en 2011 par le décret n°2011-263 du 28 septembre portant organisation du territoire national en Districts et en Régions.

## Situation géographique

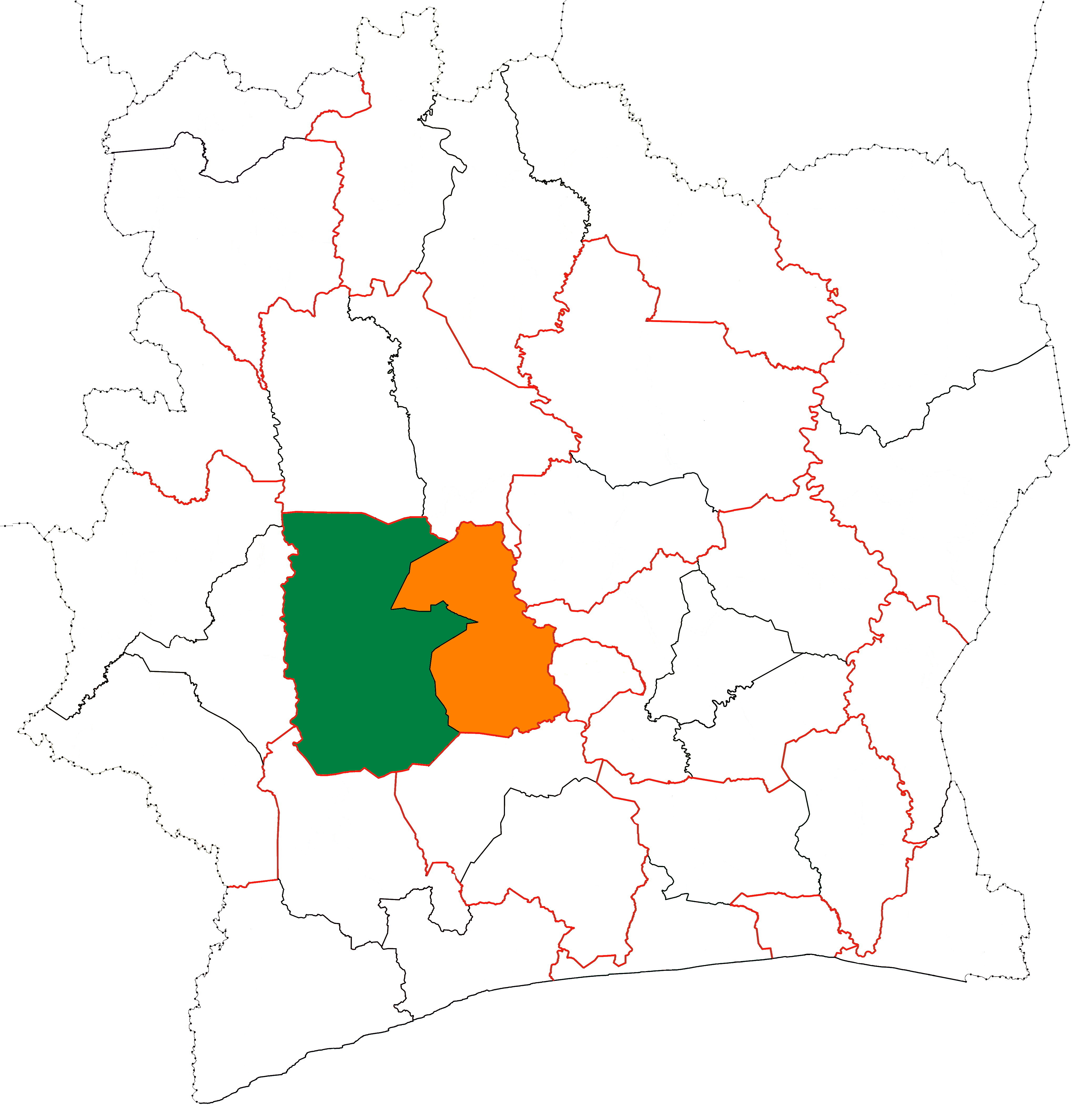
En vert: Haut-Sassandra; en orange: Marahoué. Les deux régions forment le district.

C'est un district enclavé à l'intérieur des terres: il est entouré, au nord, par le district du Woroba; à l'est par le district de la Vallée du Bandama, le district des Lacs et le district autonome de Yamoussoukro; au sud par le Gôh-Djiboua et le Bas-Sassandra et à l'ouest par le district des Montagnes.

## Démographie

### Population
Sa population était estimée à 2 720 876 en 2021, principalement concentrée dans et autour des agglomérations.
| Année | Population |
| ----- | ---------- |
| 2014  | 2 293 304  |
| 2021  | 2 720 876  |

### Villes principales
Capitales régionales:
- Daloa, capitale du district (région du Haut-Sassandra)
- Bouaflé (région de Marahoué)

Villes secondaires: 
- Zuenoula (région de Marahoué)
- Vavoua (région du Haut-Sassandra)
- Zoukougbeu (région du Haut-Sassandra)
- Sinfra (région du Marahoué)
- Issia (région du Haut-Sassandra)

## Réserves naturelles
- Forêt classée du Haut-Sassandra
- Parc national de la Marahoué
- Forêt classée de Bouaflé, située dans la Sous-Préfecture de Bonon (35 910 ha)[5]
- Forêt classée de Tos, près des villages de Diacohou et de Nangrekro[5]

## Économie
Le district dispose d'un potentiel de développement important.
Deux barrages hydroélectriques alimentent principalement le district en énergie dite « verte »: le Barrage de Buyo sur le fleuve Sassandra et le Barrage de Kossou, sur le fleuve Bandama blanc.

### Agriculture

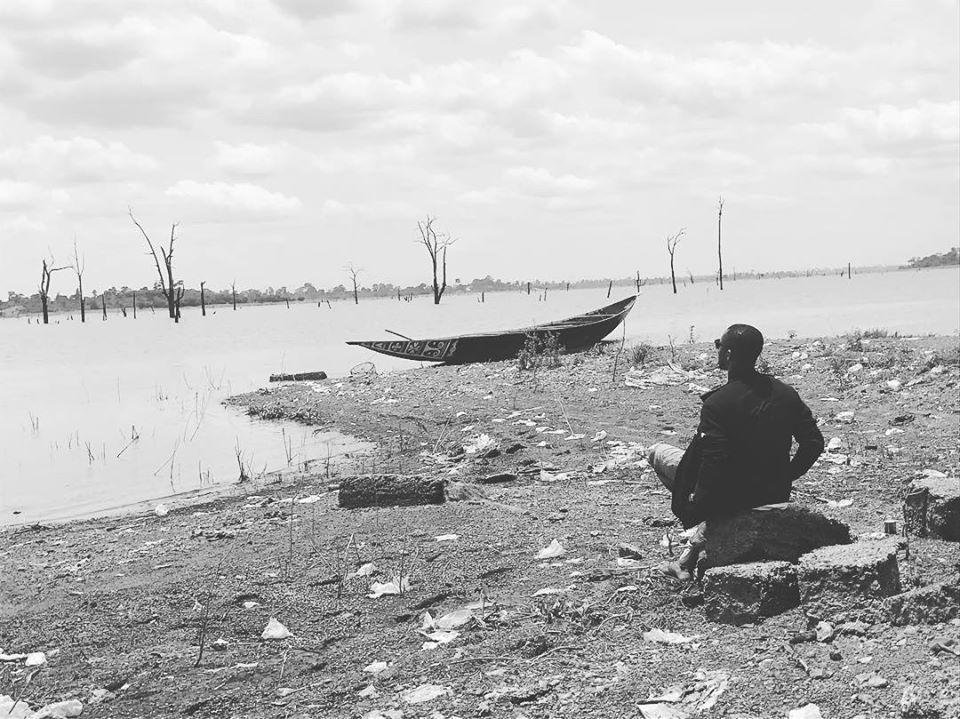
La région du Haut-Sassandra est réputée pour alimenter en poissons toute la région ainsi que les capitales politique et économique de la Côte d'Ivoire, Yamoussoukro et Abidjan.

Le climat est de type tropical avec une pluviométrie moyenne annuelle comprise entre 1100 et 1400 mm. Le relief relativement plat, est composé de bas-plateaux et de collines. Le sol profond présente plusieurs bas-fonds riches en matière organique, propice aux cultures pérennes, vivrières et maraîchères.
La région de Marahoué est riche en produits agricoles et avicoles. Les cultures de rente pratiquées sont: le café (3 659 tonnes/an), le Cacao (26 622 tonnes/an) et la canne à sucre (2 682 tonnes/an). Le café et le cacao sont cultivés dans la partie sud de la région et dans quelques forêts galeries du nord. Ces cultures font vivre plus de 90% des populations paysannes.
Le coton et l’anacarde sont en passe de devenir les principales cultures de rente de la région.
Dans tout le district on cultive: la banane plantain (8 338 tonnes/an dans la région de Marahoué) l’igname, le riz (53 320 tonnes/an, région de Marahoué) et le manioc (27 456 tonnes/an, région de Marahoué). On y élève également des bovins, ovins, caprins, volailles, porcins et poissons.

### Culture
La région de Marahoué compte plusieurs rythmes musicaux et danses traditionnelles dont le Zaouli (classé patrimoine culturel et immatériel par l’Unesco) et le Saplô.
Plusieurs festivals sont organisés dans la région, notamment le Festival des arts et cultures de la Marahoué (FACMA), le Festival des masques et des arts de Zuénoula (Festimaz) et celui des contes « Ahoko N’Gowa Gwa » de Kingrambo.
Divers sites et curiosités touristiques sont présents dans la Marahoué. On trouve: le Parc national de la Marahoué, le confluent du Bandama et de la Marahoué à Bozi (Bouaflé), les collines rocheuses de Blablata (Bonon), le village des tisserands de Bazré (Sinfra), le village des pêcheurs de Bouaflé et le site archéologique de Gohitafla (Zuénoula).

### Sous-sol
Le sous-sol de la région est aurifère.

## Galerie

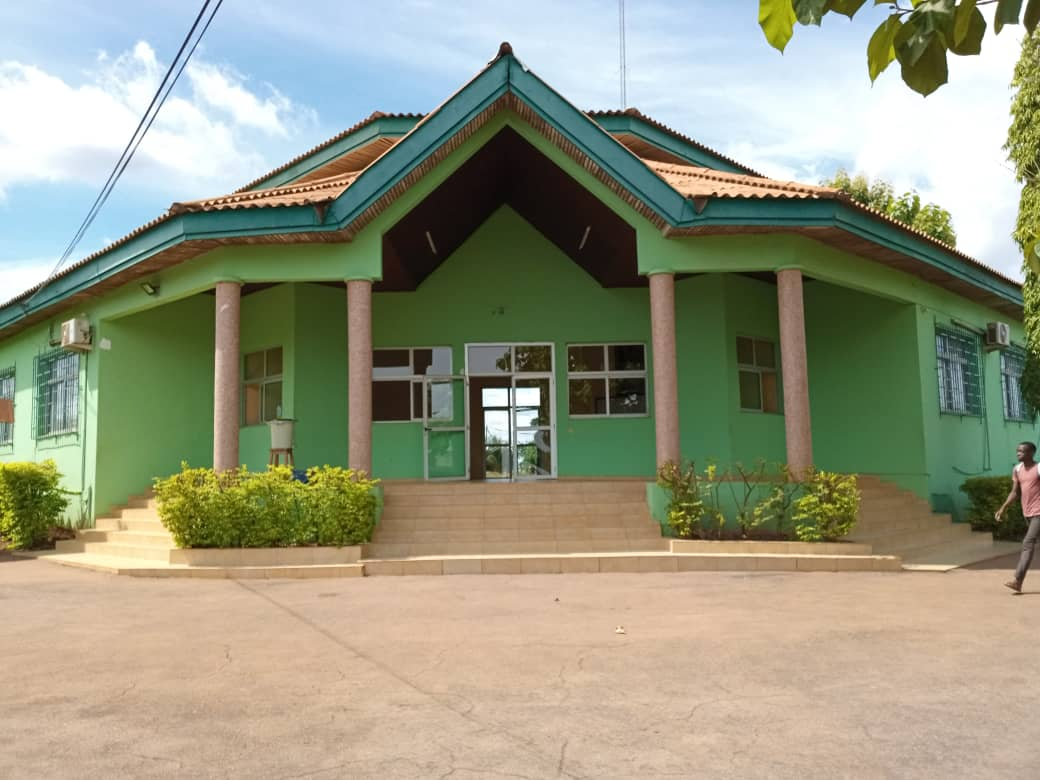
Présidence de l'université de Daloa.
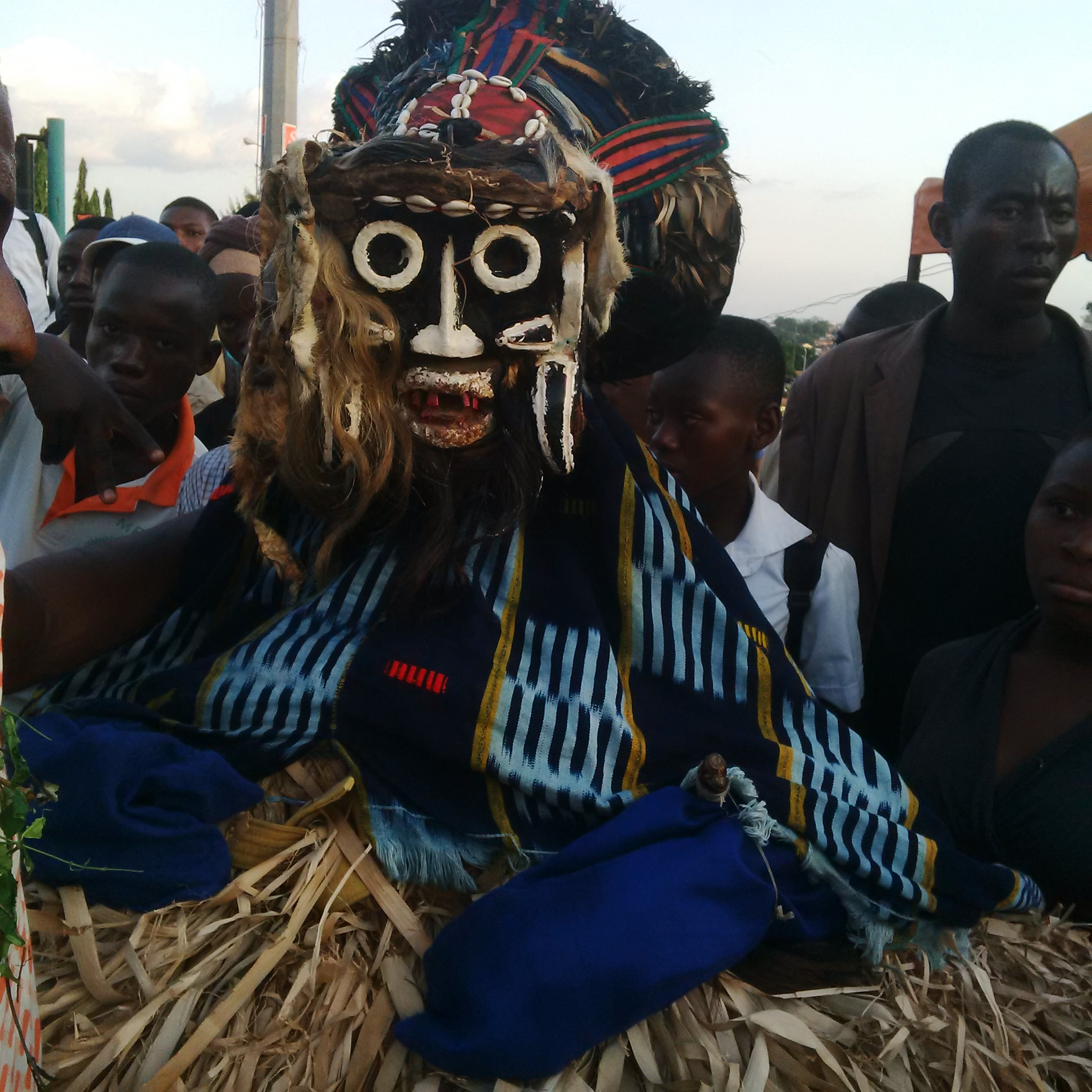
Masque du village de Mimia Issia, au festival Mona de Daloa.
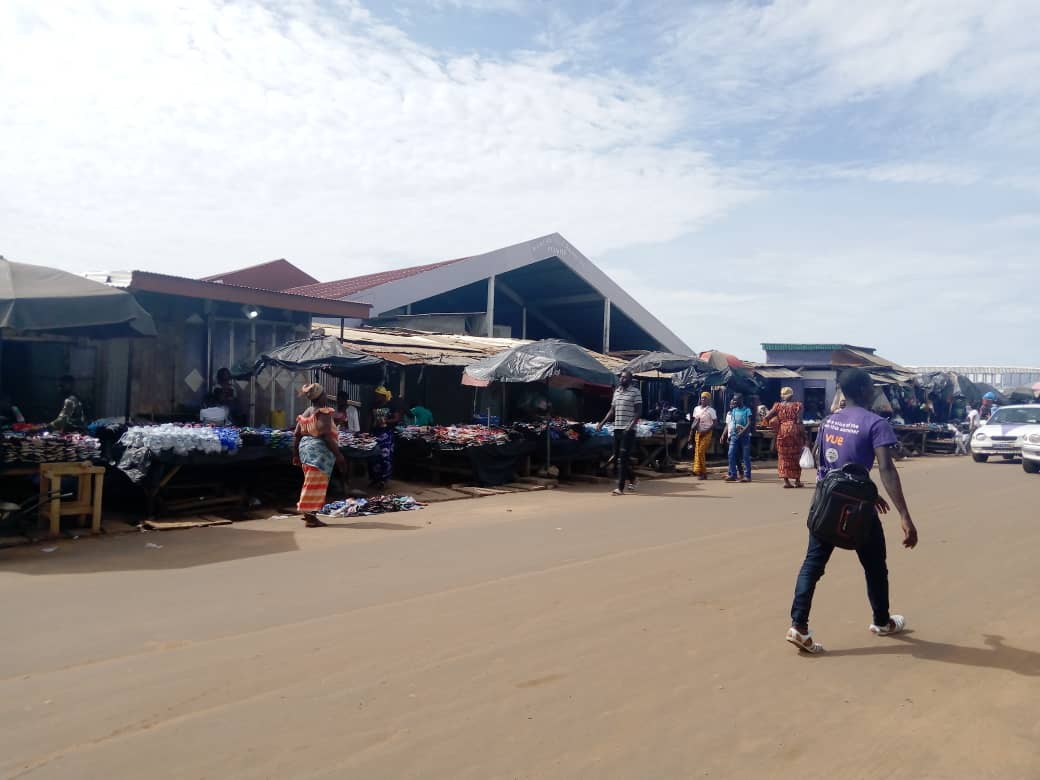
Grand marché de Bouaflé.
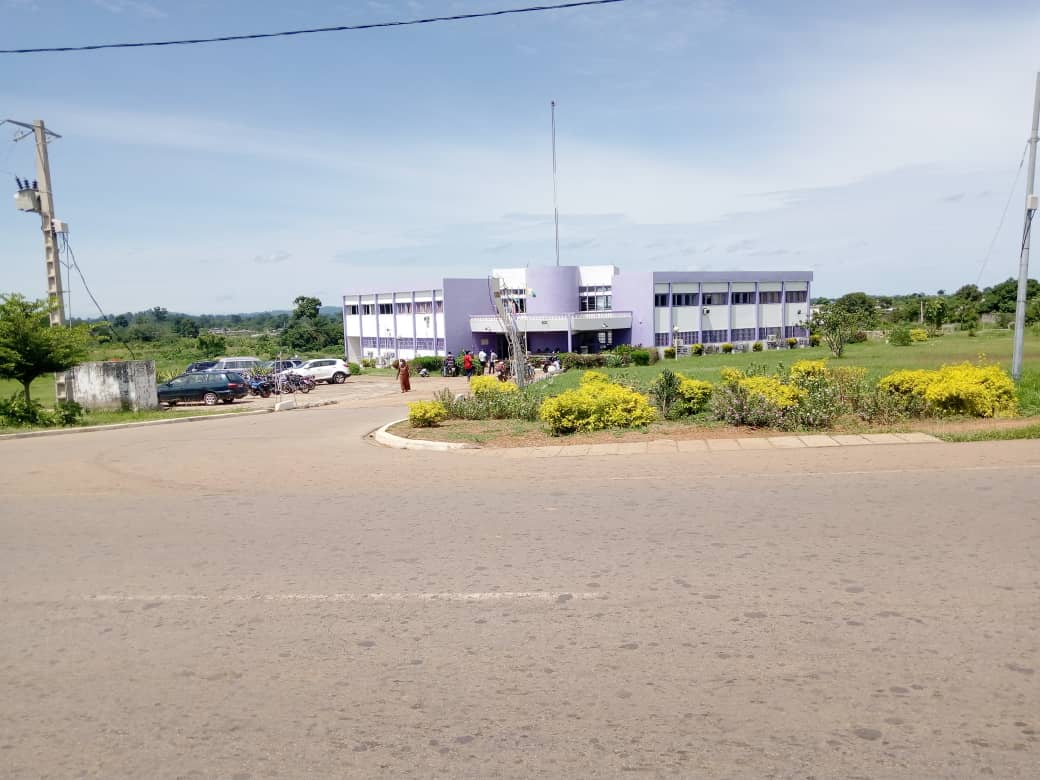
Mairie de Bouaflé.
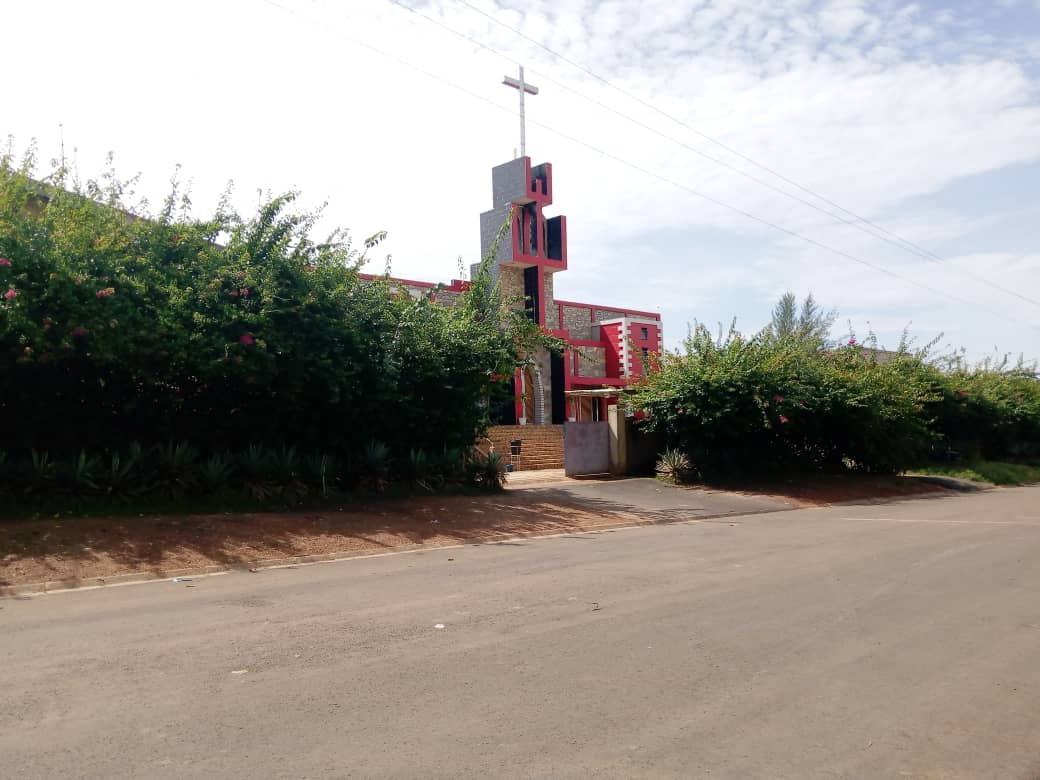
Église catholique de la Miséricorde divine, Bouaflé.
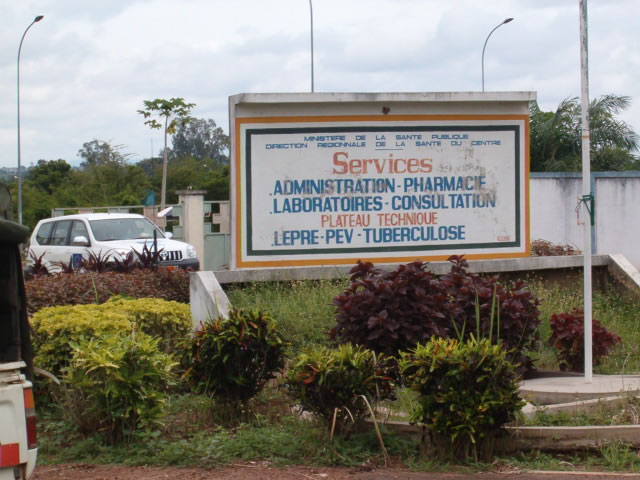
Centre médical à Zuénoula, la préfecture départementale.
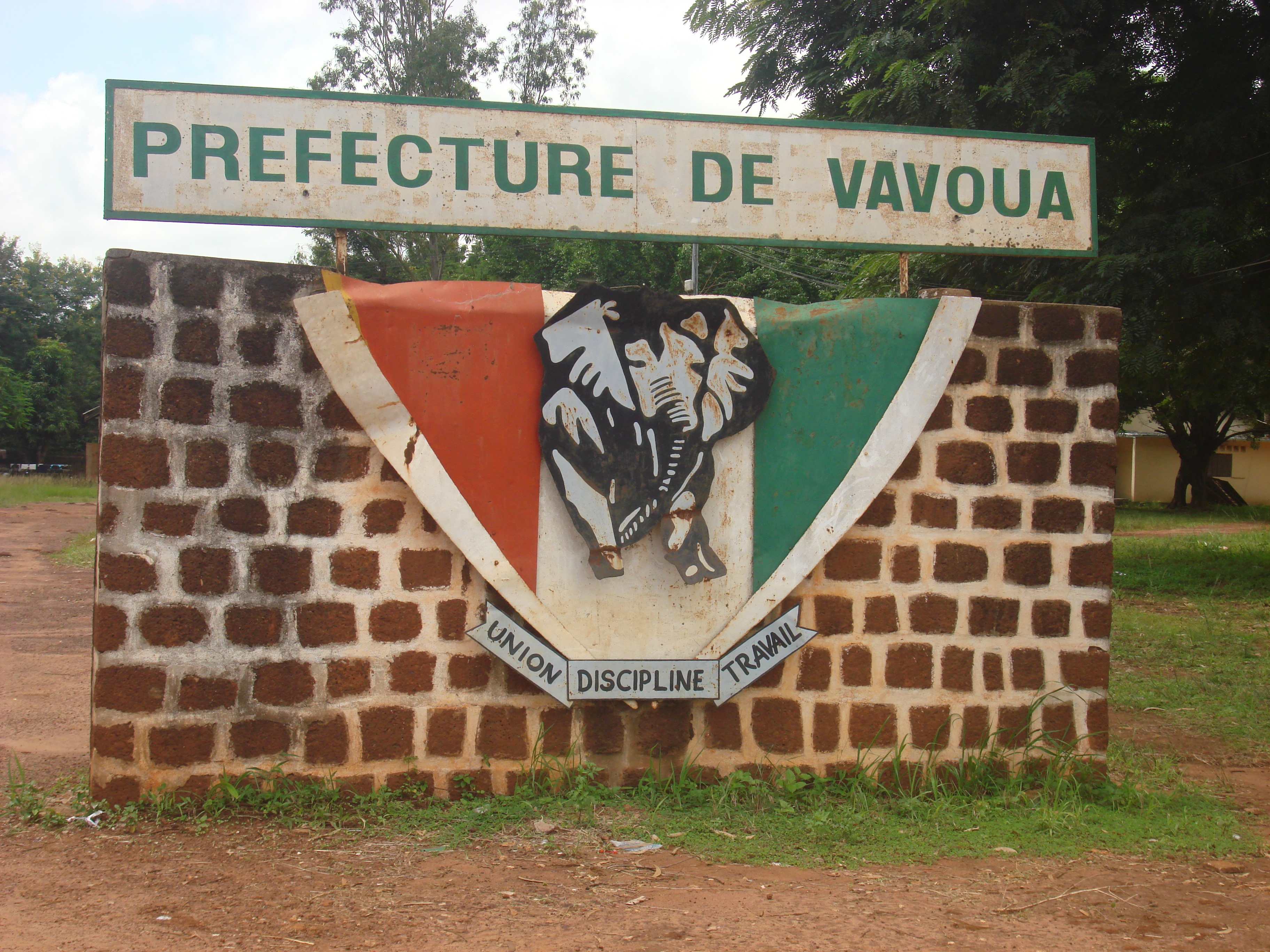
Entrée de la Préfecture (départementale) de Vavoua.